# Jerome Brown
Jerome Brown (Brooksville, 4 febbraio 1965 – Brooksville, 25 giugno 1992) è stato un giocatore di football americano statunitense.
Giocò per 5 stagioni consecutive nella National Football League (1987-1991) nel ruolo di defensive tackle, militando per tutta la carriera nella squadra dei Philadelphia Eagles, prima di morire in seguito ad un incidente automobilistico.
Durante la sua carriera Brown venne selezionato due volte per il Pro Bowl ed il suo numero di maglia (99) è stato ritirato dagli Eagles.

## Biografia
Brown nacque nel 1965 a Brooksville, in Florida. Entrò all'Università di Miami nella cui squadra di football giocò fino al 1987, anno in cui intraprese la carriera professionistica nella NFL venendo scelto al primo turno nel Draft NFL 1987 dai Philadelphia Eagles.
Durante il periodo del football professionistico, Brown venne scelto per due anni consecutivi (1990 e 1991) per partecipare al Pro Bowl.
Il 25 giugno 1992, all'età di 27 anni, Brown morì in seguito ad un incidente automobilistico insieme al nipote Gus. In suo ricordo la squadra degli Eagles ritirò il suo numero di maglia (99) il 6 settembre 1992 in una cerimonia tenutasi al Veterans Stadium prima dell'inizio della prima partita della stagione NFL 1992.

## Palmarès
Tra i riconoscimenti ottenuti a livello individuale, i più importanti furono i seguenti:
- 2 convocazioni consecutive per il Pro Bowl (1990-1991)
- 2 selezioni nella prima squadra All-Pro (1990-1991)
- PFWA All-Rookie Team - 1987
- Numero 99 ritirato dai Philadelphia Eagles

## Statistiche
NFL
- Partite giocate: 76 (65 come partente, in 5 stagioni)
- Sack effettuati: 29,5
- Fumble recuperati: 10
- Intercetti: 3
- Iarde complessive guadagnate: 66 (2 su ritorno di intercetto e 64 su ritorno di fumble).